# اورسولا کلر
اورسولا کلر (انگلیسی: Ursula Keller; ۲۱ ژوئن ۱۹۵۹ (۶۶ سال) فیزیکدان سوئیسی است. او از سال ۱۹۹۳ به عنوان استاد تمام فیزیک در مؤسسه فناوری فدرال زوریخ (ETH زوریخ) سوئیس مشغول به کار بوده است. کلر به عنوان پیشگام در علم و فناوری فوق سریع شناخته می‌شود و بیشتر به خاطر اختراع آینه جاذب اشباع‌شده نیمه‌هادی (SESAM) مشهور است که امکان قفل مد غیرفعال لیزرها را فراهم کرده و انقلابی در کاربردهای لیزر فوق سریع در علم و صنعت ایجاد کرده است. وی همچنین برندهٔ جوایزی همچون مدال طلای جامعه بین‌المللی حرفه‌ای در اپتیک و فوتونیک کاربردی، عضو پیوسته انجمن مهندسان برق و الکترونیک، و مدال ادیسون انجمن مهندسان برق و الکترونیک شده است.

## تحصیلات و فعالیت‌های علمی
کلر در یک خانواده کارگری بزرگ شد. او در سال ۱۹۸۴ مدرک دیپلم فیزیک خود را از ETH زوریخ دریافت کرد و سپس تحصیلات خود را در دانشگاه استنفورد ادامه داد، جایی که در سال ۱۹۸۷ مدرک کارشناسی ارشد و در سال ۱۹۸۹ دکترای خود را در فیزیک کاربردی کسب کرد. موضوع تحقیقات او توسعه یک تکنیک جدید برای اندازه‌گیری نوری بار و ولتاژ در مدارهای مجتمع نوع GaAs بود.

## فعالیت‌های حرفه‌ای
بین سال‌های ۱۹۸۹ تا ۱۹۹۳، او تحقیقات مستقل خود را به عنوان عضو هیئت فنی در مرکز تحقیقات AT&T بل در هولمدل، نیوجرسی آغاز کرد، جایی که در مورد سوئیچینگ فوتونیک، فناوری لیزر فوق سریع و طیف‌سنجی نیمه‌هادی تحقیق کرد و روشی برای ساخت لیزرهای پالس فوق کوتاه توسعه داد.
در سال ۱۹۹۳، او به عنوان استاد دانشیار فیزیک در مؤسسه فناوری فدرال سوئیس در زوریخ منصوب شد و به اولین استاد زن فیزیک در این مؤسسه تبدیل شد. در اکتبر ۱۹۹۷، او به مقام استاد تمامی ارتقا یافت.

## دستاوردهای علمی
حوزه‌های تحقیقاتی او شامل لیزرهای حالت جامد و نیمه‌هادی فوق سریع، توسعه ابزارهای قابل اعتماد و کاربردی برای تولید پرتوهای ایکس فرابنفش شدید (EUV) و علم آتوثانیه است. او اولین روش برای تولید پالس‌های نوری فوق سریع معروف به آینه‌های جاذب اشباع‌شده نیمه‌هادی (SESAM) را توسعه داد که به یک استاندارد جهانی در صنعت برای برش و جوشکاری در زمینه‌هایی از الکترونیک و صنعت خودروسازی تا فناوری ارتباطات، تشخیص پزشکی و جراحی تبدیل شده است.
تحقیقات اولیه کلر در زمینه تثبیت فاز پوش حامل و فناوری شانه فرکانسی، بخش جدایی‌ناپذیری از توسعه طیف‌سنجی مبتنی بر لیزر توسط تئودور دبلیو. هانش و جان ال. هال بود که جایزه نوبل فیزیک ۲۰۰۵ را برای آنها به ارمغان آورد.

## تألیفات و اختراعات
اورسولا کلر بیش از ۵۰۰ مقاله علمی داوری شده منتشر کرده است که بیش از ۵۶۰۰۰ بار مورد استناد قرار گرفته‌اند و شاخص شاخص اچ او ۱۲۳ است. او چندین اختراع در زمینه لیزرهای فوق سریع برای کاربردهای صنعتی و پزشکی به ثبت رسانده است.

## جوایز و افتخارات
کلر خالق «اتوکلاک» است، یکی از دقیق‌ترین دستگاه‌های اندازه‌گیری زمان در جهان که می‌تواند فواصل زمانی تا چند آتوثانیه (یک میلیاردم میلیاردم ثانیه) را ثبت کند. او از سال ۲۰۱۰ تا ۲۰۲۲ مدیر مرکز ملی تحقیقات سوئیس برای علوم و فناوری‌های فوق سریع مولکولی (NCCR MUST) بوده است. در سال ۲۰۱۸، اورسولا کلر جایزه مخترع اروپایی را در بخش «دستاورد یک عمر فعالیت» دریافت کرد. او در سال ۲۰۱۸ جایزه فوتونیک IEEE و در سال ۲۰۱۹ مدال ادیسون IEEE را دریافت کرده است.